# Illots de Ponent d'Eivissa
Els illots de Ponent de l'illa d'Eivissa són un grup d'illots situats a la part nord-occidental de la costa que, juntament amb el Vedrà i el Vedranell, conformen una Reserva Natural. Ecològicament, constitueixen un indret de gran rellevància en tant que hàbitat de colònies d'ocells marins, subespècies de sargantanes endèmiques i un nombre considerable d'invertebrats i espècies vegetals singulars, entre els quals una partida d'endemismes. La declaració com a Reserva Natural data de l'any 2000.
Destaquen les illes de la Conillera, l'Espartar i les Illes Bledes.

## Geografia
Les illes i illots que conformen el petit arxipèlag són les següents:
| - La Conillera - Escull de la Conillera - Illa del Bosc - Escull Llarg - Escull de les Punxes - L'Espartar - Escull de l'Espartar - L'Espardell - El Frare | - Illes Bledes - Na Gorra - El Vaixell - Na Bosc - Esculls d'en Ramon - Na Plana - Escull del Cap Vermell - Escull de Tramuntana |

## Ecologia
Un dels valors principals dels illots de Ponent és el fet que són refugi d'espècies autòctones, amb més de 260 tàxons vegetals, molts dels quals endèmics o d'especial interés. Destaquen la Medicago citrina a l'Espartar i a na Bosc, i Carthamus dianius, Dactylo-Lygeetum sparti i Silene hifacensis només a l'Espartar. A més, Limonium ebusitanum es troba a tots els illots i esculls.
Pel que fa a la fauna, l'endemisme més important són les subespècies de Podarcis pityusensis, la sargantana de les Pitiüses, amb diverses subespècies. Pel que fa als invertebrats, destaquen les subespècies endèmiques de l'espècie Xerocrassa ebusitana i Xerocrassa caroli, a més dels escarabats tenebriònids endèmics, com Pimelia elevata o Asida ludovici. També són importants els mol·luscs endèmics Iberellus pythiusensis i el llimac Gigantomilax majoricensis, i els aràcnids Scotolemon krausi i del gènere Nemesia.
Cal destacar, també, el paper que juguen les illes com a refugi i lloc de nidificació d'espècies autòctones d'aucells marins i rapinyaires: la gavina corsa, la baldritja grossa, el corb marí, la gavina comuna, el virot petit, el fumarell, el falcó pelegrí i el falcó marí.
També són destacables les espècies animals i vegetals que habiten el fons marí d'aquestes illes.